# Turbiditate

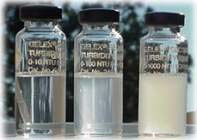
Trei grade de turbiditate

Turbiditatea este opacitatea sau lipsa de transparență a apei, sau a altui lichid, provocată de particule foarte fine, care nu pot fi individualizate cu ochiul liber, nu sedimentează în timp și care, aflate în st are de suspensie în lichid, difuzează și reflectă lumina. Turbiditatea înseamnâ concentrație de particule solide în suspensie în apa râurilor și lacurilor. O altă semnificație a termenului turbiditate: proprietate a unui mediu dispers de a împrăștia lumina incidentă.
Prin turbidimetrie se înțeleg metodele de măsurare a turbidității, ca metodă de analiză pentru determinarea concentrației unui component dintr-o soluție, prin adăugarea unui reactiv. 
Măsurarea turbidității, numită turbidimetrie, este un procedeu de analiză constând în măsurarea concentrației unei emulsii, comparându-i transparența cu un preparat etalon.

Rezultatele măsurătorilor sunt exprimate ca și concentrație masică, cu unitatea de măsură (mg solide/l), iar în cazul materiilor în suspensie (mg/l).

## Metode de măsurare
Metoda neacreditată SR EN ISO 7027:2001